# Phaonia biauriculata
Phaonia biauriculata är en tvåvingeart som beskrevs av Feng 1998. Phaonia biauriculata ingår i släktet Phaonia och familjen husflugor. Inga underarter finns listade i Catalogue of Life.